# Vertu
Vertu es un fabricante y vendedor británico de teléfonos móviles de lujo fundada por Nokia como una división filial en 1998. Durante 2012 la matriz negoció la venta de Vertu al fondo de inversión EQT VI, anunciada en junio de dicho año como parte del plan de reestructuración que estaba llevando a cabo. Dicha venta se materializó en octubre de 2012, por una suma no especificada, aunque se rumorea que asciende hasta los USD 200 millones.
Vertu se caracterizó por la fabricación de teléfonos móviles de materiales ligeros y resistentes como el aluminio y el titanio, añadiendo elementos habituales de la joyería de alta gama, con ciertos detalles de piedras preciosas, como rubíes o diamantes. Sus modelos solían incorporar el sistema operativo propietario de Nokia, Symbian. En 2011, debido al abandono del desarrollo de dicho sistema, se comenzaron a lanzar teléfonos con Windows Phone 7 integrado. En febrero de 2013, se anunció el lanzamiento de un nuevo modelo, el primero de la firma con el sistema Android.